# Blue Skies (1929)
Blue Skies is een Amerikaanse dramafilm uit 1929 onder regie van Alfred L. Werker. Destijds werd de film in Nederland uitgebracht onder de titel Het recht van geboorte.

## Verhaal
Dorothy en Richard groeien als vrienden op in een weeshuis. Wanneer een oude man een bezoek brengt aan de instelling, wil hij Richard adopteren. Richard heeft medelijden met Dorothy en hij wisselt met haar van plaats. Op die manier komt Dorothy terecht in een groot landhuis, terwijl Richard achterblijft in het weeshuis. Een jaar later ontdekt de oude man hoe de vork in de steel zit.

## Rolverdeling
| Acteur                  | Personage              |
| ----------------------- | ---------------------- |
| Helen Twelvetrees       | Dorothy May            |
| Frank Albertson         | Richard Lewis          |
| Carmencita Johnson      | Dorothy May (6 jaar)   |
| Freddie Burke Frederick | Richard Lewis (8 jaar) |
| Ethel Wales             | Hoofdzuster            |
| Rosa Gore               | Nellie Crouch          |
| William Orlamond        | Conciërge              |
| E.H. Calvert            | Mijnheer Semple Jones  |
| Evelyn Hall             | Mevrouw Semple Jones   |
| Claude King             | Richard Danforth       |
| Adele Watson            | Zuster                 |
| Helen Jerome Eddy       | Zuster                 |